# Leichtathletik-Länderkampf der Frauen 1975 BR Deutschland – Rumänien
| 14. Leichtathletik-Länderkampf mit bundesdeutscher Beteiligung 1975 | 14. Leichtathletik-Länderkampf mit bundesdeutscher Beteiligung 1975 |
| ------------------------------------------------------------------- | ------------------------------------------------------------------- |
|                                                                     |                                                                     |
| Ländervergleich der Frauen: BR Deutschland – Rumänien               |                                                                     |
| Austragungsort                                                      | Heidenheim                                                          |
| Wettbewerbe                                                         | 14                                                                  |
| Datum                                                               | 30. August                                                          |
| 1. FRG 2. ROU                                                       | 74 Punkte 72 Punkte                                                 |
| Chronik                                                             |                                                                     |
| ← FRG-URS 5kampf (F)                                                | FRG-BEL-NLD (M) →                                                   |

Im vierzehnten Vergleich des Länderkampfjahres 1975 trafen die bundesdeutschen Frauen zum sechsten Mal auf Rumänien. Fünf Siege hatte es dabei für die Bundesrepublik gegeben, doch beim letzten Mal hatte Rumänien das Aufeinandertreffen im Jahr 1974 in einer Veranstaltung mit vier Ländern, die getrennt als drei Zweiervergleiche gewertet worden waren, für sich entschieden. Die diesjährige Begegnung wurde am 30. August in Heidenheim wieder als üblicher Zweiländerkampf ausgetragen.

## Modus
Auf dem Programm standen die dreizehn Wettbewerbe, die das damalige olympische Frauenprogramm komplett abdeckten. Darüber hinaus wurde auch ein Rennen 3000 Meter ausgetragen, eine Disziplin, die bei den Olympischen Spielen 1984 in Los Angeles olympisch wurde. Die Wertung erfolgte in allen Wettbewerben nach dem Standardsystem.

## Ergebnis
Der Ausgang dieser Begegnung wurde am Ende äußerst knapp. Den läuferischen Bereich dominierte das bundesdeutsche Team mit fünf Siegen bei drei Doppelerfolgen gegenüber zwei Disziplingewinnen bei einem Doppelerfolg der Rumäninnen. Auch beide Staffeln gingen an die bundesdeutschen Läuferinnen. In den technischen Wettbewerben war es umgekehrt, hier waren die rumänischen Sportlerinnen hoch überlegen. Sie entschieden alle fünf Disziplinen dieser Kategorie für sich und erzielten dabei zwei Doppelerfolge. In der Gesamtwertung führten die Ergebnisse mit 74 zu 72 Punkten zu einem hauchdünnen Länderkampfsieg der Bundesrepublik Deutschland.

## Resultate

### 100 m
| Platz | Athletin         | Land | Zeit (s) |
| ----- | ---------------- | ---- | -------- |
| 1     | Annegret Richter | FRG  | 11,2     |
| 2     | Inge Helten      | FRG  | 11,3     |
| 3     | Viorica Enescu   | ROU  | 11,8     |
| 4     | Maria Ionescu    | ROU  | 12,3     |

### 200 m
| Platz | Athletin          | Land | Zeit (s) |
| ----- | ----------------- | ---- | -------- |
| 1     | Annegret Richter  | FRG  | 22,9     |
| 2     | Birgit Wilkes     | FRG  | 23,8     |
| 3     | Leontina Sălăgean | ROU  | 24,7     |
| 4     | Elena Mirza       | ROU  | 25,0     |

### 400 m
| Platz | Athletin              | Land | Zeit (s) |
| ----- | --------------------- | ---- | -------- |
| 1     | Rita Wilden           | FRG  | 52,3     |
| 2     | Lăcrămioara Diaconiuc | ROU  | 53,2     |
| 3     | Dagmar Fuhrmann       | FRG  | 54,6     |
| 4     | Ibolya Szlavik        | ROU  | 60,9     |

### 800 m
| Platz | Athletin      | Land | Zeit (min) |
| ----- | ------------- | ---- | ---------- |
| 1     | Mariana Suman | ROU  | 2:02,9     |
| 2     | Ileana Silai  | ROU  | 2:04,8     |
| 3     | Monika Siegl  | FRG  | 2:04,9     |
| 4     | Gisela Klein  | FRG  | 2:06,9     |

### 1500 m
| Platz | Athletin          | Land | Zeit (min) |
| ----- | ----------------- | ---- | ---------- |
| 1     | Ellen Wellmann    | FRG  | 4:17,5     |
| 2     | Brigitte Kraus    | FRG  | 4:20,2     |
| 3     | Fița Ráfira-Lovin | ROU  | 4:21,3     |
| 4     | Maricica Puică    | ROU  | 4:21,7     |

### 3000 m
| Platz | Athletin            | Land | Zeit (min) |
| ----- | ------------------- | ---- | ---------- |
| 1     | Natalia Andrei      | ROU  | 09:30,8    |
| 2     | Vera Kemper         | FRG  | 09:35,0    |
| 3     | Christa Vahlensieck | FRG  | 09:36,0    |
| 4     | Erzsébet Ambrusz    | ROU  | 10:25,4    |

### 100 m Hürden
| Platz | Athletin           | Land | Zeit (s) |
| ----- | ------------------ | ---- | -------- |
| 1     | Marlies Koschinski | FRG  | 13,2     |
| 2     | Viorica Enescu     | ROU  | 13,6     |
| 3     | Elena Mirza        | ROU  | 13,7     |
| 4     | Leonore Leidel     | FRG  | 13,7     |

### 4 × 100 m Staffel
| Platz | Besetzung      | Land                                                                      | Zeit (s) |
| ----- | -------------- | ------------------------------------------------------------------------- | -------- |
| 1     | BR Deutschland | Inge Helten Annegret Kroniger Annegret Richter Birgit Wilkes              | 43,5     |
| 2     | Rumänien       | Maria Ionescu Lăcrămioara Diaconiuc Leontina Sălăgean Alexandrina Badescu | 48,1     |

### 4 × 400 m Staffel
| Platz | Besetzung      | Land                                                                   | Zeit (min) |
| ----- | -------------- | ---------------------------------------------------------------------- | ---------- |
| 1     | BR Deutschland | Elke Barth Erika Weinstein Silvia Hollmann Rita Wilden                 | 3:34,5     |
| 2     | Rumänien       | Ibolya Szlavik Alexandrina Badescu Lăcrămioara Diaconiuc Mariana Suman | 3:35‚0     |

### Hochsprung
| Platz | Athletin          | Land | Höhe (m) |
| ----- | ----------------- | ---- | -------- |
| 1     | Virginia loan     | ROU  | 1,84     |
| 2     | Karin Geese       | FRG  | 1,81     |
| 3     | Rosemarie Hieksch | FRG  | 1,78     |
| 4     | Christine Gosler  | ROU  | 1,65     |

### Weitsprung
| Platz | Athletin         | Land | Weite (m) |
| ----- | ---------------- | ---- | --------- |
| 1     | Dorina Cătineanu | ROU  | 6,36      |
| 2     | Christa Striezel | FRG  | 6,25      |
| 3     | Alina Gheorghiu  | ROU  | 6,22      |
| 4     | Sabine Klöck     | FRG  | 6,17      |

### Kugelstoßen
| Platz | Athletin             | Land | Weite (m) |
| ----- | -------------------- | ---- | --------- |
| 1     | Mihaela Loghin       | ROU  | 19,15     |
| 2     | Helga Jaxt           | FRG  | 15,59     |
| 3     | Florenta Ionescu     | ROU  | 15,00     |
| 4     | Anne-Chatrine Rühlow | FRG  | 13,22     |

### Diskuswurf
| Platz | Athletin             | Land | Weite (m) |
| ----- | -------------------- | ---- | --------- |
| 1     | Argentina Menis      | ROU  | 65,16     |
| 2     | Florenta Ionescu     | ROU  | 56,76     |
| 3     | Anne-Chatrine Rühlow | FRG  | 49,44     |
| 4     | Helga Jaxt           | FRG  | 32,18     |

### Speerwurf
| Platz | Athletin           | Land | Weite (m) |
| ----- | ------------------ | ---- | --------- |
| 1     | Ioana Pecec        | ROU  | 60,98     |
| 2     | Éva Zörgő          | ROU  | 56,00     |
| 3     | Ameli Koloska      | FRG  | 54,64     |
| 4     | Ursula Pietschmann | FRG  | 46,56     |